# Fredericia og Kolding Sygehuse
Fredericia og Kolding Sygehuse var 2003-2007 en administrativ enhed bestående af Fredericia Sygehus og Kolding Sygehus. Sygehusapotek Fredericia og Kolding Sygehuse er det sygehusapotek, som er tilknyttet de to sygehuse.
Sygehusene har tilsammen 435 sengepladser, havde 28813 indlagte patienter og 145963 ambulante patienter i 2005. Der var samme år 33131 besøg på skadestuen i Kolding og der blev foretaget 17234 operationer på begge sygehuse.
Sygehusene beskæftiger i alt 1962 medarbejdere (2005).
I 2008 indgik sygehusene i et nyt samarbejde med sygehusene i Middelfart, Vejle og Give og hedder i fremtiden Sygehus Lillebælt.